# 鐵棒喇嘛
鐵棒喇嘛（藏語：དགོ་བསྐོས），藏傳佛教中僧人之稱謂，亦稱格貴、糾察僧官、掌堂師。主要掌管各個寺院或扎倉僧眾的名冊和紀律，也是負責維持僧團清規戒律的寺院執事。常隨身攜帶鐵杖，故得名。相當於漢傳佛教寺院的護法武僧。